# مصطفی راد
مصطفی راد سیاست‌مدار ایرانی بود، که در  دوره بیست و سوم  به‌عنوان نماینده ارومیه در مجلس شورای ملی حضور داشت.